# 42354 Кайдлебергер
42354 Кайдлебергер (42354 Kindleberger) — астероїд головного поясу, відкритий 12 лютого 2002 року.
Тіссеранів параметр щодо Юпітера — 3,317.